# Мадонна Альдобрандини (картина Тициана)
«Мадонна Альдобрандини» (также известная как «Богородица с младенцем святым Иоанном и святой Екатериной») — картина итальянского живописца Тициана периода Высокого Возрождения, созданная около 1530 года и хранящаяся в Лондонской национальной галерее. Несколько копий, созданных в мастерской Тициана, находятся в Палаццо Питти во Флоренции и в Музее истории искусств в Вене.

## История и провенанс
Впервые картина упоминается в 1603 году. В то время она находилась во владении кардинала Пьетро Альдобрандини (1571—1621), который унаследовал несколько картин Тициана от Лукреции д’Эсте. По этой причине существует подозрение, что Тициан создал картину по заказу её деда, Альфонсо I д’Эсте, герцога Феррары, но документов, подтверждающих это, не существует. После смерти Пьетро Альдобрандини в 1621 году его старшая сестра Олимпия Альдобрандини (1567—1637) подарила картину кардиналу Людовику Людовизи. После смерти последнего в 1632 году она вместе с другими картинами из владений Людовизи была подарена Филиппу IV Испанскому, который в 1656 году поручил Диего Веласкесу перенести работу в ризницу Эскориала.
В начале XIX века картина находилась в коллекции Уильяма Гордона Козвельта в Лондоне, после чего выставлялась на аукцион Christie's в 1837 и 1840 годах; при этом всегда указывалось, что она происходит из ризницы Эскориала. Около 1856 года работа перешла в коллекцию Бокузена в Париже, откуда в 1860 году её приобрела Лондонская национальная галерея. Картина была отреставрирована в 1955 году.

## Описание
На идиллическом лугу сидит Дева Мария с Младенцем Иисусом на коленях. Его подносит для поцелуя святая Екатерина Александрийская (идентифицируется при сравнении с другими работами, такими как «Мадонна с кроликом», а не по наличию атрибутов). Святая поднимает ребёнка, за которым наблюдает Мария, и, вероятно, опустит его мгновение спустя. Слева от него — святой Иоанн Креститель (идентифицируется по верблюжьей шкуре и тростниковому кресту), предлагающий Марии цветы и фрукты. В небе появляется маленький ангел, которого замечают пастухи на заднем плане.
В работах 1530-х годов Тициан постепенно отказывается от величественности жестов в пользу других элементов. В данном случае переплетение движений придаёт алтарному образу сильное композиционное единство.
Заслуживает внимания очарование выбранных цветов и чувствительность к пейзажу, причём мазок становится более курсивным и «современным» по мере удаления от переднего плана.
Необычно, что Тициан решил не одевать Мадонну в традиционные красный и синий цвета. Возможно, это было связано с тем, что красный цвет не гармонировал бы с синим платьем.
Картина находится в очень хорошем состоянии, хотя и имеет некоторые повреждения в верхней части, где часть холста когда-то была откинута на меньший подрамник. В какой-то момент полоса холста была добавлена слева, чтобы расширить картину; в первоначальном варианте Тициана правая нога Иоанна Крестителя находилась ближе к левому краю картины, а лицо Богородицы — в центре.